# Schloss Wetzikon

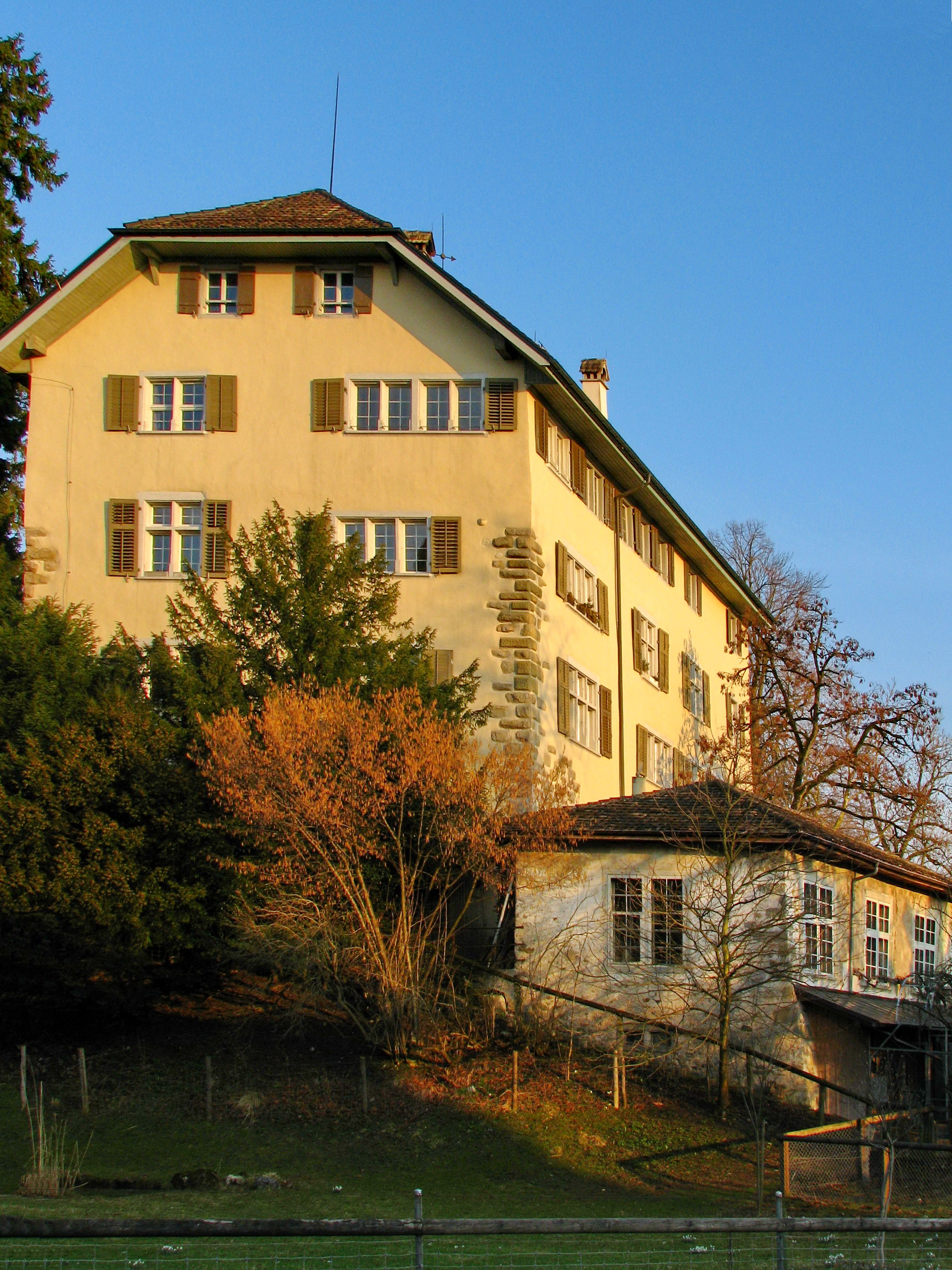
Schloss Wetzikon

Das Schloss Wetzikon steht in Wetzikon im Bezirk Hinwil im Kanton Zürich.

## Geschichte
Zunächst errichtet von den Edlen von Wetzikon als feste Burg mit zwei Türmen auf einem kleinen Hügel der mit einem ovalen Graben umgeben ist und der durch den nahe vorbeifliessenden Ettenhauserbach geflutet werden konnte. Bericht über die Lage der Burg gibt Kaspar Schwerter in seiner Chronik. Nach den Freiherren von Wetzikon kam das Schloss um 1430 an die Herren von Breitenlandenberg. Später ist sie abgebildet in Gerold Edlibachs Wappenbuch um 1493. Unter dem Junker Hans Rudolf von Meiß wurde die Burg von 1614 bis 1617 zu einem wohnlichen Edelsitz umgestaltet. Über dem Hauptportal liess er sein Allianzwappen mit seiner Frau Maria von Ulm anbringen. 1755 erwarb um 17.000 Gulden der Glockengiesser Hans Jakob Koller das Schloss und die Gerichtsherrlichkeit. Nach mehrfachen Besitzerwechsel ab 1790 ist es seit 1907 in Privatbesitz.